# Dahlenrode

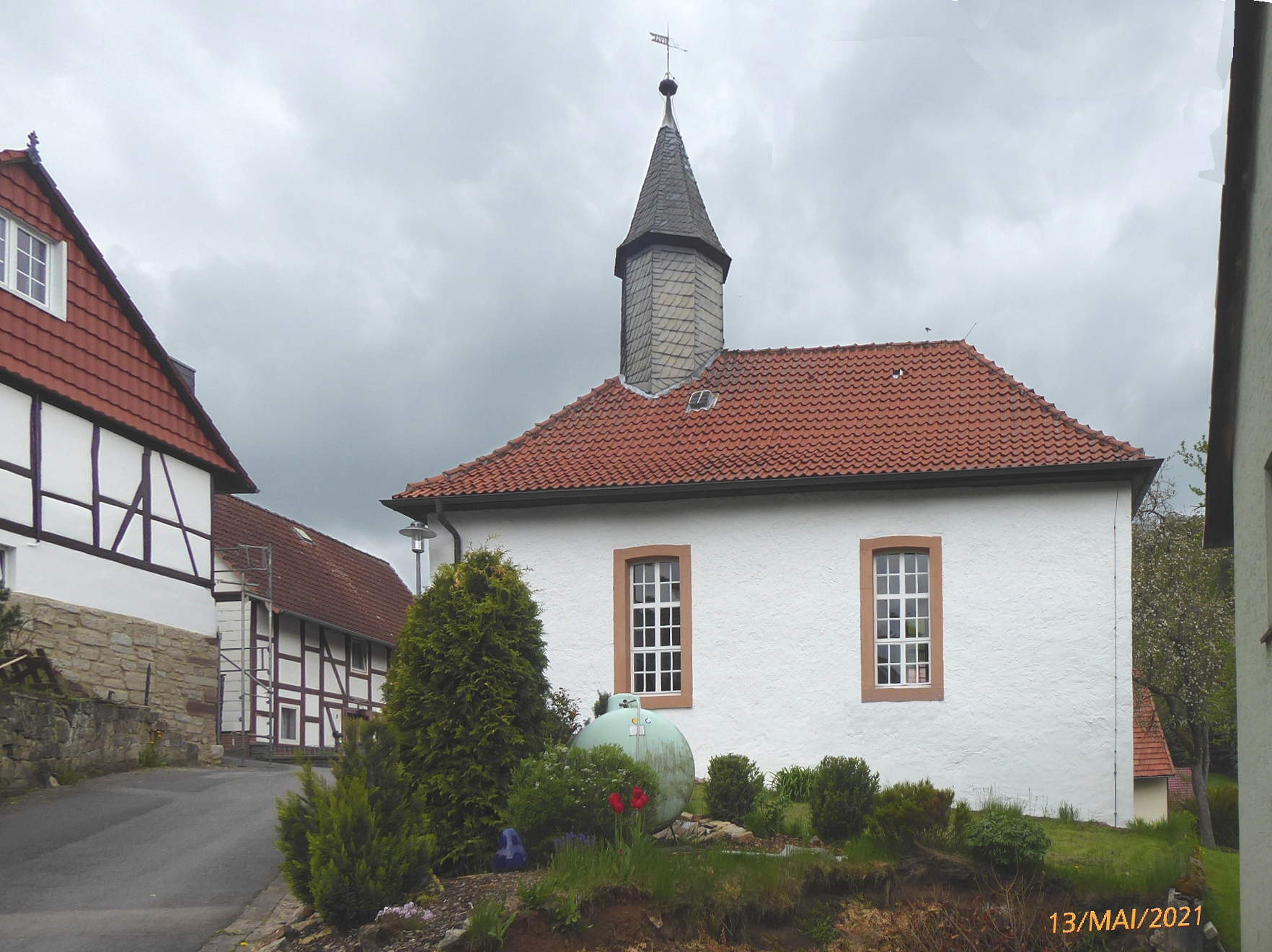
Kapelle von Dahlenrode

Dahlenrode ist der kleinste Ortsteil der Gemeinde Rosdorf im Landkreis Göttingen, Niedersachsen. Das Dorf hat 106 Einwohner (Stand: 31. Dezember 2023).

## Lage
Dahlenrode liegt im Süden des Gemeindegebietes zwischen den Ortsteilen Dramfeld und Atzenhausen im Tal des Lindenbachs, der ca. 1 km nordnordöstlich in die Dramme mündet. Durch den Ort führt die Landesstraße L 564 (im Ort: Lindenbachstraße).

## Geschichte

### Entwicklung seit dem 13. Jahrhundert
Wann Dahlenrode gegründet wurde, ist unbekannt. Die erste schriftliche Erwähnung stammt aus einer Urkunde aus dem Jahr 1270. Am 4. April dieses Jahres beurkundeten die Brüder Dietrich und Konrad der Jüngere von Berlepsch den Verkauf des Dorfes („villam, que vocatur Dalenrod“) mit allen Rechten und Zubehör an das benachbarte Kloster Mariengarten. Bis 1852 blieb der Ort im Besitz des Klosters.
Im Jahr 1590 kam es zu einem Grenzstreit mit der Ortschaft Jühnde, da die Gemeindeteilungen durch die Waldflächen nicht mehr genau gesichert waren. Dahlenröder Rinder weideten am Dettberge, was zu ihrer Beschlagnahmung und Pfändung führte. Über zweieinhalb Jahrhunderte zog sich der Streit hin. In dieser Zeit wurden 1672 zunächst die Jagdreviere erfasst, doch 1797 wurde die Frage erneut aufgeworfen und schließlich 1833 geklärt, indem in den Flurstücksgrenzen Dettbergs Busch, Über dem Barlisser Fußsteig, Im Hasenwinkel und an der Grabenbreite Grenzsteine aufgestellt wurden.
Das Dorf wurde am 1. Januar 1973 nach Rosdorf eingemeindet.

### Wappen
Der Ortschaft wurde erst im Jahr 2019 zur Vorbereitung der Feier der 750-jährigen Ersterwähnung ein Wappen verliehen. Der Entwurf stammt von dem Göttinger Heraldiker Hans Otto Arnold nach Motivvorschlägen des Dahlenröder Ortsheimatpflegers Klaus Brandenburg.
Das Wappen zeigt in der Mitte das Lilien- oder Marienzepter aus dem Konventssiegel des nahegelegenen Klosters Mariengarten, von dem Dahlenrode fast 600 Jahre abhängig war. Da die Abhängigkeit seit 1852 nicht mehr besteht, ist das Lilienzepter auf dem Wappen auf dem Kopf stehend dargestellt. Die Kultur- oder Rodehacke wurde zu Beginn der Ansiedlung zur Urbarmachung der Tallage der künftigen Siedlungs- und Wirtschaftsfläche hauptsächlich verwendet. Und die Flachspflanze weist auf den jahrhundertelang das Dorfleben dominierenden Flachsanbau hin.

## Politik

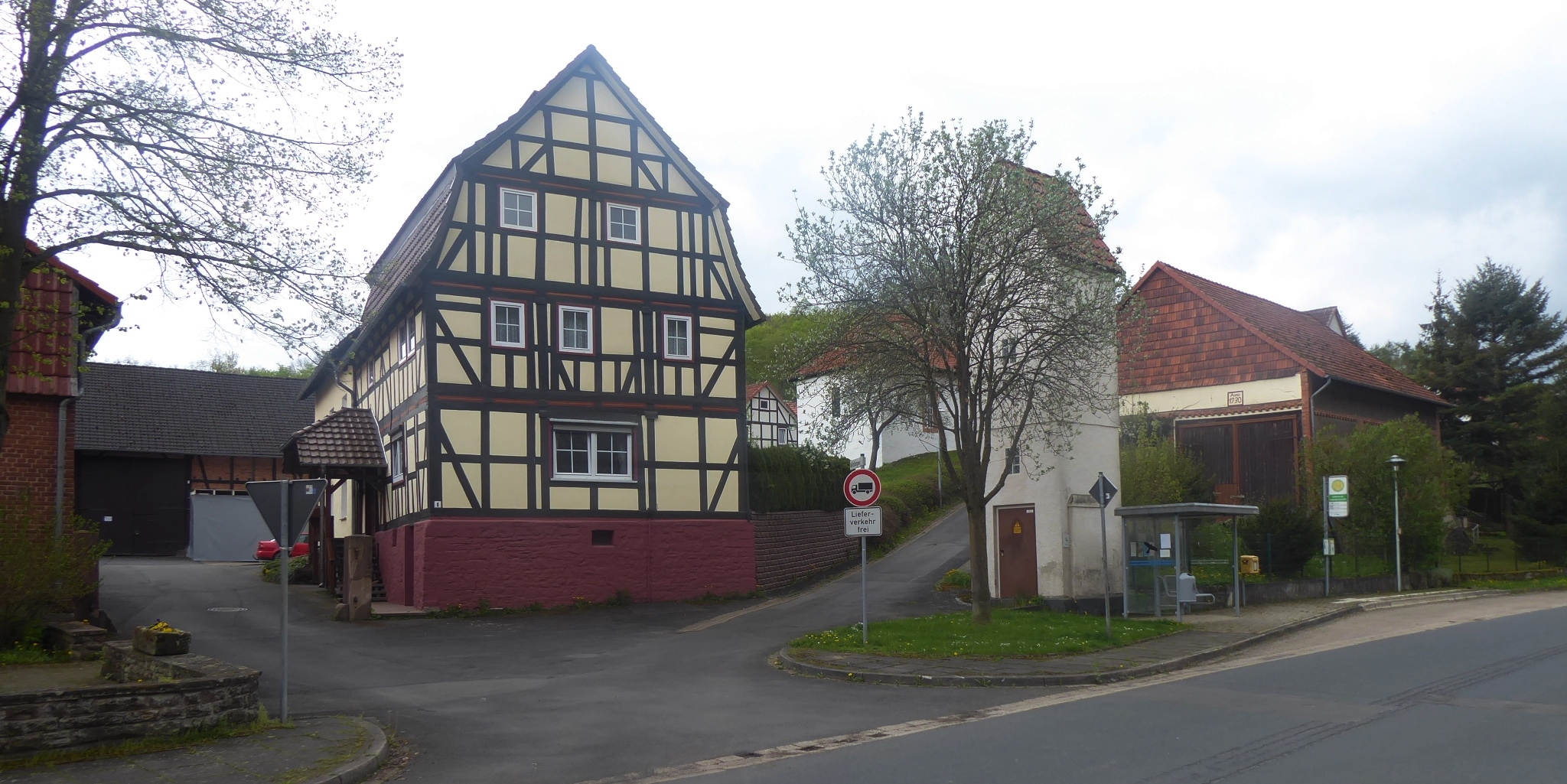
Ortsmitte von Dahlenrode: Geradeaus Fachwerkhaus Kellerbergsweg 1, rechts davon im Hintergrund am Hang die evangelische Kirche (Aufnahme 2021)

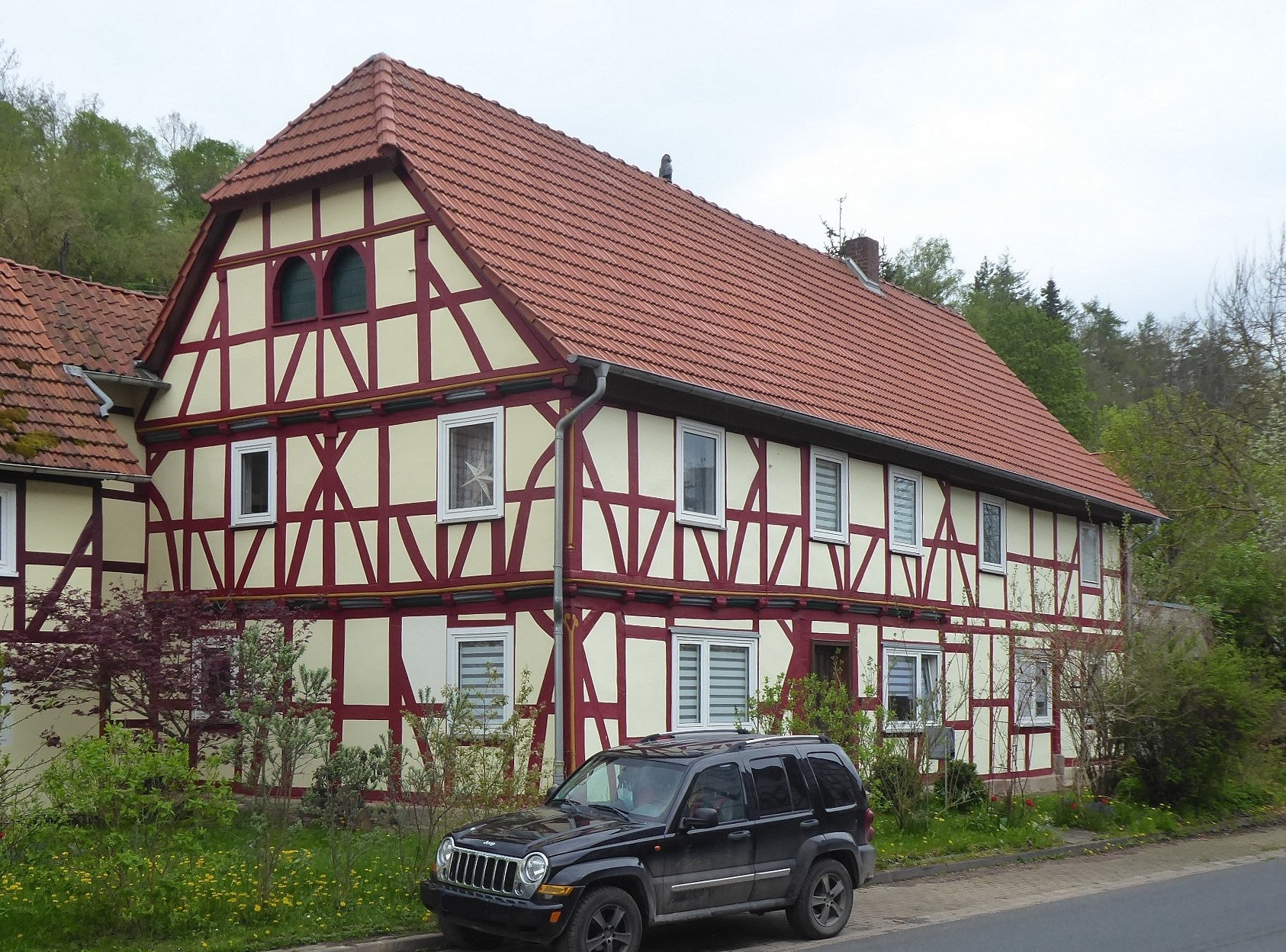
Fachwerkhaus Lindenbachstraße 9 von 1740, später nach rechts erweitert (Aufnahme 2021)

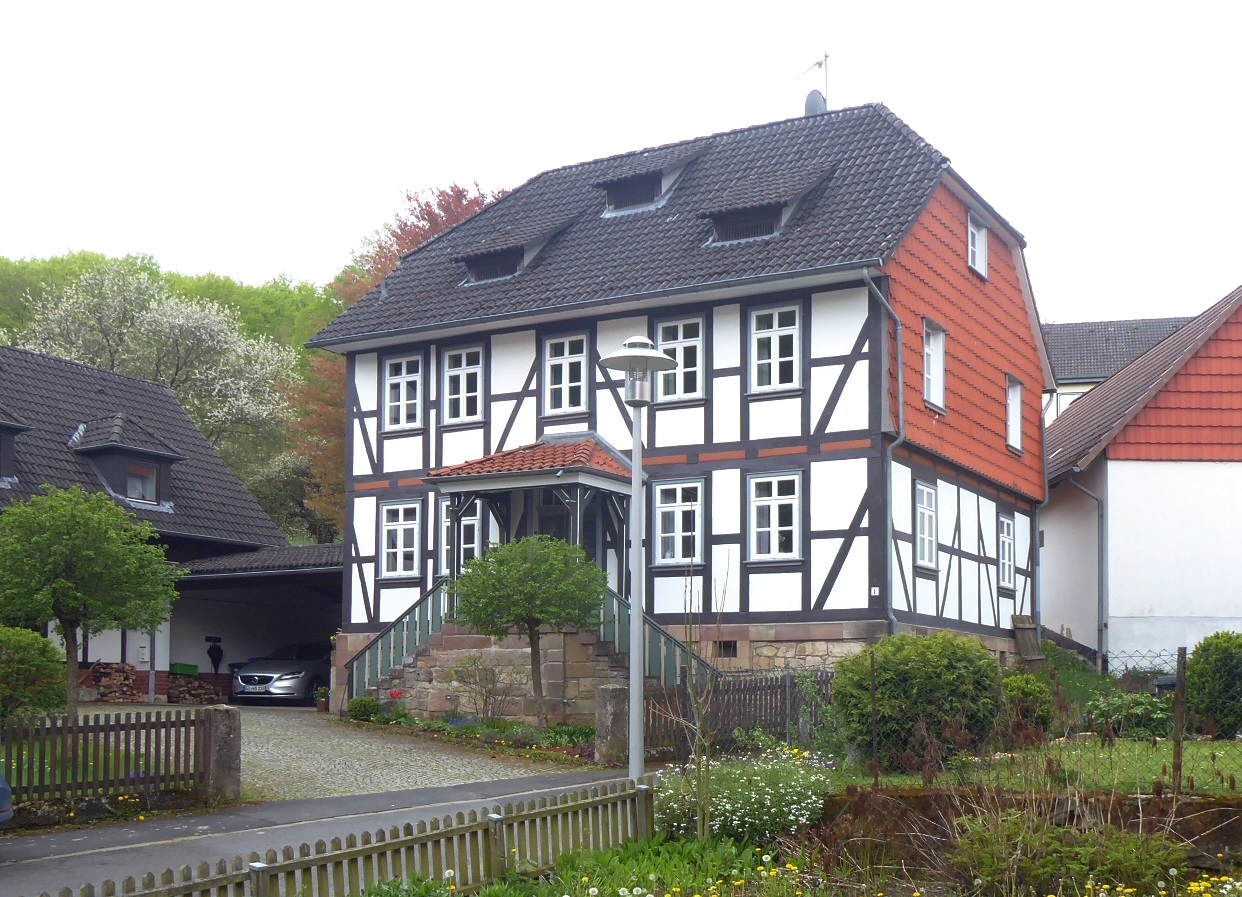
Hofanlage Heinebergstraße 1

### Ortsrat
Dahlenrode hat gemeinsam mit der Siedlung Gut Wetenborn einen fünfköpfigen Ortsrat, der seit der Kommunalwahl 2021 ausschließlich von Mitgliedern der „Wählergemeinschaft Dahlenrode“ besetzt ist.

### Ortsbürgermeister
Ortsbürgermeister ist Manfred Schrickel, seine Stellvertreterin ist Berit Borth (Stand Januar 2022).

## Gewerbe, Infrastruktur und Verkehr
Im Ort gibt es drei Betriebe (Stand 2022): eine Softwareentwicklungs- und Beratungsfirma, einen Hundesalon und einen Tonstudio/Medienservice-Dienstleister. Der letzte Vollerwerbs-Landwirt schloss seinen Betrieb 1973; heute gibt es noch vier Nebenerwerbs-Landwirte. Die Hotel-Pension „Jägerheim“ wurde 1979 geschlossen.
1974 errichteten die Dorfbewohner in Eigenleistung eine Kneipp-Anlage mit Wassertretbecken.
Ebenfalls größtenteils in Eigenleistung wurde 1980 ein Dorfgemeinschaftshaus (DGH) mit Halle für die Freiwillige Feuerwehr gebaut und 1999 erweitert.
Dahlenrode ist mit einer Bushaltestelle an der Lindenbachstraße im öffentlichen Personennahverkehr über die Buslinie 134 bzw. ein Anrufsammeltaxi der Regionalbus Braunschweig GmbH an die Nachbarortschaften Atzenhausen und Dramfeld bis nach Göttingen (Bahnhof/ZOB) angebunden. Die Fahrtzeit bis zum Bahnhof Göttingen dauert (ohne Umsteigen) mindestens knapp eine Dreiviertelstunde.

## Historische Bebauung

### Ortskern
Auf der Karte der Kurhannoverschen Landesaufnahme von 1785 ist Dahlenrode als kleines Straßendorf mit nur 17 Feuerstellen verzeichnet. Auch noch eine „Karte von der Feldmark“ aus dem 19. Jahrhundert zeigt die recht wenigen Gebäude, die sich hauptsächlich entlang der Hauptstraße (heute Lindenbachstraße) und um den Dorfkern der Kapelle gruppieren.
Die historische Bebauung des kleinen Dorfes Dahlenrode wird durchweg von kleinteiligen Hofstellen mit schlichten, meist giebelständigen Fachwerkgebäuden auf hohen Sandsteinsockeln bestimmt. Das wohl älteste erhalte Gebäude ist Lindenbachstraße 9, ein laut Inschrift 1740 erbautes zweigeschossiges Fachwerkhaus, das in der zweiten Hälfte des 19. Jahrhunderts erweitert wurde.

### Kapelle

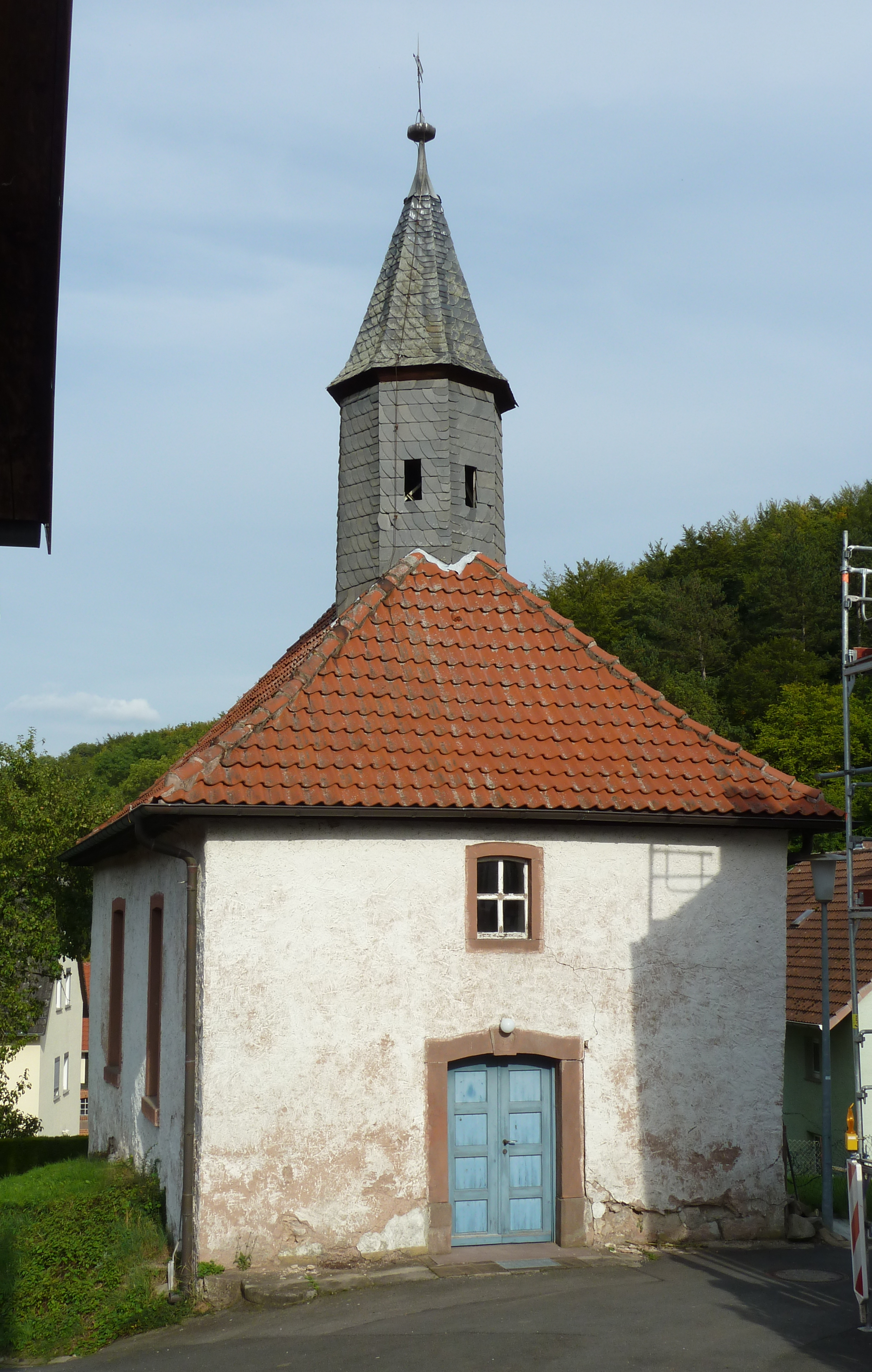
Westfassade der Kapelle, 2010

Die evangelisch-lutherische Kapelle im Dorfkern an der Straßengabelung Kellerbergsweg/Heinebergstraße (Kellerbergsweg 4) liegt nicht wie früher üblich genau geostet, sondern nach Norden verschwenkt auf einem flachen Hangsporn des Heinebergs zwischen Leinebachtal und Schnürbachtal. Die Kapelle ist ein kleiner Saalbau mit Putzfassaden, Walmdach und einem verschieferten oktogonalen Dachreiter. Der einzige Fassadenschmuck sind von Sandsteinbalken eingefasste Fassadenöffnungen mit leicht gebogenen Stürzen. Den Eingang im Westen ziert ein Türsturz mit stilisiertem Schlussstein und Jahreszahl „1820“. Das heutige barocke Erscheinungsbild dürfte auf zwei Umbauten bzw. Instandsetzungen von 1745 und 1752 und 1779/80 zurückgehen. Weitere wichtige Umbauten fanden offenbar 1820 (Inschrift über der Tür) und 1894 (Inschrift in der Wetterfahne) statt. Der flach gedeckte Innenraum war früher – wie eine historische Fotografie im Kirchengemeindelexikon zeigt – durch eine aufgeständerte, umlaufende Empore mit einem Kanzelaltar in schlichten Barockformen geprägt. Umgestaltungen und Instandsetzungen des Inneren der Kapelle fanden 1950 und 2017 statt.
Die Kapelle hat kein Patrozinium, was darauf hindeutet, dass sie keine vorreformatorische Geschichte hat. Ihre Baugeschichte ist allerdings bisher nicht näher erforscht worden, obwohl Quellenmaterial vorliegt, so die bis zum Jahr 1760 zurückreichenden Kirchenbücher und Rechnungsbücher, in denen sich Eintragungen ab 1595 finden. Deswegen besteht in den wenigen Veröffentlichungen Uneinigkeit zum Baujahr: Die Denkmaltopographie (1993) datierte den Kapellenbau ins „frühe 19. Jahrhundert“; das Kirchengemeindelexikon vermutete eine frühere Erbauung noch im 18. Jahrhundert. Noch vor den Veränderungen des späten 19. und des 20. Jahrhunderts sah Wilhelm Mithoff (der erste Denkmalinventarisator Niedersachsens) die Kapelle und urteilte 1873 in seinen Werk Kunstdenkmale und Alterthümer im Hannoverschen, dass die Kapelle „nach dem Zustande der Mauern zu schließen, alt zu sein“ scheine, so dass er damals wohl einen deutlich älteren Kern vermutete.
Die eigenständige Kapellengemeinde Dahlenrode innerhalb der Kirchengemeinde Atzenhausen wurde mit dem 1. Juli 1977 aufgehoben und die Kirchengemeinde Atzenhausen mit Dramfeld und Obernjesa pfarramtlich verbunden.
Eine 1524 erwähnte Kapelle der heiligen Anna in den Stockwiesen bei Dahlenrode wurde vermutlich im Dreißigjährigen Krieg zerstört.

## Freizeit
Über die Gemeindegrenzen hinweg bekannt ist Dahlenrode durch den 1955 gegründeten Jugendzeltlagerplatz „Stolle“ des Kreissportbundes Göttingen-Osterode mit einem rund 50.000 m² großen Gelände und 350 Übernachtungsmöglichkeiten, auf dem in den Sommermonaten viele Kinder und Jugendliche Sportfreizeiten und Ferien verbringen.
Dahlenrode verfügt als einer der wenigen Orte des Landkreises Göttingen über ein Freibad. Das Bad mit einer Beckengröße von 7 × 23 Metern wurde in den 1950er Jahren von den Dahlenröder Bewohnern selbst erbaut und im Jahr 2008 größtenteils durch Eigenleistung saniert.